# Haags Studentencabaret
Het Haags Studentencabaret was een Nederlands cabaretgezelschap opgericht in 1952 door Rinus Ferdinandusse als amateur-scholierencabaret onder de naam El Hazmerreir. Ferdinandusse was de conferencier, tekstschrijver en regisseur. Buiten de hieronder genoemde leden werd in die eerste jaren, tot 1958, ook meegespeeld door Rita Fransen, Irja Jonges, Thijs Karelse, Mieke Kemmers, Henk Neeleman (mede-oprichter) en Mia Visser. In 1955 werd de naam gewijzigd in Haags Studenten Cabaret El Hazmerreir. Na 1960 verdween de toevoeging 'El Hazmerreir'. In den beginnen woonden de meeste leden in Den Haag maar studeerden in Delft of Leiden. Alleen Ferdinandusse woonde en studeerde toen in Amsterdam.
In die jaren werden vrolijke avonden voornamelijk georganiseerd door personeels- en feestverenigingen. De kleinkunstartiesten trokken door het land, van zaal tot zaal, en dat deed ook dit cabaretgezelschap, op één of twee avonden per week. De titels van de programma's waren achtereenvolgens: Pas op! Niet te geloven (1952), Is de krant d'ral (1954), Spotlicht (1955), De Muze uit de mouw (1956), In Voetlichterlaaie (1957), Bij Lach en Ontij (1958), Studentikoos (1958), Met Huid en Hagenaar (1963) en Opzitten en pootjes geven (1964).
Van 1962 tot 1966 trad het Haags Studentencabaret ook op voor de VARA-televisie, met ieder kwartaal een uitzending van een half uur (soms 50 minuten). De titel luidde toen K-Wartaal. 

## Medewerkers
- Koos Alsem, inspiciënt en acteur

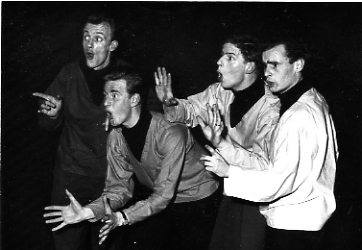
Van links naar rechts: Henry de Ruiter, Hans Gelderblom, Frits van de Jagt en Daan Ferdinandusse

- Rita Beeuwkes actrice (van 1958 tot 1961)
- Daan Ferdinandusse, acteur
- Rinus Ferdinandusse, regie, teksten, conferences
- Hans Gelderblom, acteur
- Else Hoog, (vanaf 1958) eerst piano, later actrice
- Frits van der Jagt, acteur
- Hans Punt, piano en composities
- Henry de Ruiter, acteur

## Bron
- Documentatie Rinus Ferdinandusse